# 위 아 더 나이트 (영화)
《위 아 더 나이트》(독일어: Wir sind die Nacht)는 2010년 공개된 독일의 영화이다.

## 출연

### 주연
- 카롤리네 헤어퍼스
- 니나 호스
- 제니퍼 울리히

### 조연
- 애너 피셔
- 막스 리멜트
- 발레라 카니슈체프
- 센타 도로시 커슈너
- 아베드 빔바움
- 스테피 쿠네트
- 조컨 니켈
- 릭키 왓슨
- 이반 쉬베도프
- 톰 얀
- 베른 웨이커트
- 로니 슈로더
- 알렉산더 야신
- 닉 롬
- 닐 벨라크다르

## 기타
- 조감독: 크리스토퍼 돌
- 미술: 매티아스 무세
- 세트: 틸만 라쉬
- 특수효과: 더크 랑게
- 시각효과: 알렉스 렘케
- 분장팀: 게오르그 코파스
- 의상: 앤케 빈클러
- 배역: 우타 세이비케